# Platycnemis brunneioctopunctata
Platycnemis brunneioctopunctata är en trollsländeart som beskrevs av Görtler 1948. Platycnemis brunneioctopunctata ingår i släktet Platycnemis och familjen flodflicksländor. Inga underarter finns listade i Catalogue of Life.